# 電器街的漫畫店
《電器街的漫畫店》是水安里創作的日本漫畫作品，於Media Factory漫畫雜誌《月刊Comic Flapper》2011年7月號開始連載至2017年12月號，單行本全15冊。臺灣中文版由長鴻出版社代理發行。
2014年5月發表電視動畫化消息，并於同年10月播放。

## 故事簡介
本作以虛構的日本某電器街內的漫畫專賣店「BOOKS馬之骨」為舞台，作品主題是店員們的日常生活。作品中的每個店員都個性鮮明，對於漫畫專賣店的描寫也讓秋葉原的漫畫專賣店從業人員們產生共鳴。每話主題各自獨立，隨著劇中時間推進，人物關係漸漸產生變化。

## 登場人物
- 店員們都用綽號互相稱呼對方，基本上沒有出現本名。譯名以長鴻版單行本為準。
- 聲優為廣播劇CD版／電視動畫版。

### BOOKS馬之骨
海雄（聲：逢坂良太／同左）
本作主角，本店男性店員。黑髮、戴眼鏡的打工學生，因為是新人，還沒有綽號，大家都用本名稱呼他。擅長畫漫畫，以前曾在漫畫店公開募集POP廣告時投稿被選上，後來也常幫老師畫同人。平時雖然不起眼，但實際上對漫畫和遊戲要求很高，常狂熱地發表長篇大論。在動畫版裡被腐妞認證為「很像僵屍的人」並常被腐妞毆打。對老師有好感。
監督（聲：松岡禎丞／同左）
茶色髮男店員，樓層領班，但有監督其他員工的立場。是七個店員裡資歷最深的。曾與津守交往過。喜歡拍攝並收藏逗趣小日的影片，對小日有好感。
小日（聲：高森奈津美／同左）
金髮長髮的女店員，負責指導海雄，不過對漫畫並不熟。個性天然呆，常不自覺得說出讓人害羞的台詞，也不時被監督玩弄。個性冒失娘，做事容易失誤，對監督有好感。
老師（聲：津田美波／同左）
黑色長髮眼鏡娘，說話的語氣很冷淡。以筆名「喬娜太郎」參加同人活動，以職業漫畫家為目標。和調酒師一樣喜愛讀書。在工作疲累時會變成跟嬰兒一樣哭鬧，能化解此現象的是小日跟海雄的膝枕。對海雄有好感。根據津守判斷，女子力只有2。
薦酒師（聲：杉田智和／富田貴洋）
瀏海長到遮住眼睛的男性店員。個性沉默寡言，擁有豐富的漫畫知識，能夠正確選出客人想看的書，每次舉辦薦酒大會（請薦酒師幫自己尋找漫畫）時都會吸引大量客人參加。標準蘿莉控，進而喜歡蘿莉身材的腐妞，後來開始交往。與工口檢察官是國小同學。
腐妞（聲：MAKO／竹達彩奈）
紅色短髮、牙齒畫成鋸齒狀的女店員，16歲的高中一年級女生。熱愛殭屍，常想像其他人是殭屍並追打他們。喜歡薦酒師，後來開始交往。根据所穿校園泳裝可知，本姓为「谷津」。
相機子（聲：相澤舞／同左）
戴著報童帽（casquette）的女性店員，隨身攜帶單眼相機，常常把大家的日常記錄下來。喜歡監督，但因知道監督已有喜歡的人，所以沒有特別表現出心意。

### 其他
色情刊物檢察官（聲：小林優／同左）
負責突擊檢查各書店限制級書刊管理狀況的公務員。將長髮束在背後，帶著邊緣有稜角的眼鏡。實際上也喜歡限制級書刊，尤其喜歡BL系的漫畫，同時是薦酒師的書迷和國小同學。
家教嚴格，在小時候就決定要當公務員。有愛看工口書的哥哥。
津守（聲：佐藤聰美／同左）
以筆名「津守春香」發表書籍的輕小說作家。個性開朗的女性，BOOKS馬之骨前店員，並為監督的前女友。酒品差。
谷津大志
腐妞的弟弟，中學二年級。稱腐妞為「Haru（ハルちゃん）」，腐妞也以「小大（たいちゃん）」稱呼大志。
忌妒常被腐妞毆打的海雄，並將其視為競爭對手。非常尊敬比自己強大的薦酒師。
空
海雄的妹妹，中學生。第7卷登場。與海雄一樣是個御宅族，特別喜愛BL系漫畫。

## 名詞解釋
BOOKS馬之骨
位於某電器街的書店，店名仿自Comic虎之穴，至少有8層樓，除了漫畫以外並有輕小說及其他部門。除了一般商業漫畫外，也有販售限制級漫畫與同人誌。當紅書籍的發售日，與同人誌即賣會隔天的委託販售同人誌發售日時，會湧進大量顧客，不得不採取深夜販售或進場人數限制等管制措施。此外，附贈特典的商品發售前，店員必須在前一天晚上加班，將特典與商品包裝在一起。
椪柑BOOKS
和BOOKS馬之骨在同電器街的競爭對手，店名仿自Melonbooks。曾於第5話登場，後來在《月刊Comic Flapper》2012年7月號刊載短篇「《電器街的漫畫店》外傳 椪柑BOOK的場合」，是該店野原、田町和漆黑的凶鳥三名女店員與他們的主管花田的故事，並收錄於短篇集《歡迎光臨宮田書店！》。

## 出版書籍
| 冊數 | Media Factory  | Media Factory          | 長鴻出版社     | 長鴻出版社        |
| 冊數 | 發售日期       | ISBN                   | 發售日期       | EAN               |
| ---- | -------------- | ---------------------- | -------------- | ----------------- |
| 1    | 2011年11月22日 | ISBN 978-4-8401-4063-8 | 2012年5月22日  | EAN 4715409850175 |
| 2    | 2012年4月23日  | ISBN 978-4-8401-4458-2 | 2012年11月3日  | EAN 4715409853985 |
| 3    | 2012年8月23日  | ISBN 978-4-8401-4713-2 | 2015年7月11日  | EAN 4715409869276 |
| 4    | 2013年1月23日  | ISBN 978-4-8401-4787-3 | 2015年12月23日 | EAN 4715409869825 |
| 5    | 2013年7月23日  | ISBN 978-4-8401-5089-7 | 2016年1月21日  | EAN 4715409869962 |
| 6    | 2013年12月21日 | ISBN 978-4-8401-5089-7 |                |                   |
| 7    | 2014年5月23日  | ISBN 978-4-04-066559-7 |                |                   |
| 8    | 2014年9月23日  | ISBN 978-4-04-066858-1 |                |                   |
| 8.5  | 2014年9月23日  | ISBN 978-4-04-066859-8 |                |                   |
| 9    | 2015年2月23日  | ISBN 978-4-04-067265-6 |                |                   |
| 10   | 2015年7月23日  | ISBN 978-4-04-067558-9 |                |                   |
| 11   | 2016年1月23日  | ISBN 978-4-04-067880-1 |                |                   |
| 12   | 2016年6月23日  | ISBN 978-4-04-068282-2 |                |                   |
| 13   | 2016年11月21日 | ISBN 978-4-04-068578-6 |                |                   |
| 14   | 2017年5月23日  | ISBN 978-4-04-069203-6 |                |                   |
| 15   | 2017年12月22日 | ISBN 978-4-04-069573-0 |                |                   |

## 電視動畫

### 製作人員
- 原作：水安里
- 企劃：古川陽子、山田俊秀、土方隆、難波秀行、新宿五郎、細字慶一、鮎澤慎二郎
- 監督：佐藤昌文
- 監修：森脇真琴
- 系列構成：筆安一幸
- 角色設計、總作畫監督：國行由里江
- 主動畫師：野田康行
- 美術監督：三原伸明
- 色彩設計：中野倫明
- 攝影監督：高橋賢司
- 編輯：中葉由美子
- 音響監督：平光琢也
- 音樂：高木洋
- 音樂製作：波麗佳音
- 動畫製作人：廣川浩二
- 動畫製作：SHIN-EI動畫
- 製作：COMIC馬之骨

### 主題曲
片頭曲（第1話－第11話）
作詞：藤林聖子，作曲：筒美京平，編曲：小林俊太郎，主唱：竹達彩奈
第12話未使用。
片尾曲「two-Dimension's Love」
作詞：水安里，作曲：石井伸昂，編曲：梅堀淳，主唱：denk!girls（高森奈津美、津田美波、竹達彩奈、相澤舞）
插曲
（第1話）
作詞：佐藤昌文，作曲、編曲：高木洋，主唱：電器街Young Mates
（第11話）
作詞：佐藤昌文，作曲、編曲：高木洋，主唱：小林優
（第12話）
作詞：水安里，作曲：佐藤昌文，主唱：店長（川原慶久）

### 各話列表
| 話數   | 日文標題             | 中文標題            | 劇本     | 分鏡       | 演出       | 作畫監督                            | 片尾插畫 |
| ------ | -------------------- | ------------------- | -------- | ---------- | ---------- | ----------------------------------- | -------- |
| 第1話  |                      | 一切都是為了愛&色色 | 筆安一幸 | 佐藤昌文   | 佐藤昌文   | 野田康行                            | Tiv      |
| 第1話  | 祭典前的惡夢         |                     | 筆安一幸 | 佐藤昌文   | 佐藤昌文   | 野田康行                            | Tiv      |
| 第2話  | Deep Deep Night      | Deep Deep Night     | 筆安一幸 | 大下丈人   | 布施康之   | 茂木琢次 曾曾木安惠                 |          |
| 第2話  | 電器街在燃燒嗎       |                     | 筆安一幸 | 大下丈人   | 布施康之   | 茂木琢次 曾曾木安惠                 |          |
| 第3話  | Party Hard           | Party Hard          | 井上美緒 | 福田道生   | 玉田博     | 小澤圓、北村友幸                    | kona     |
| 第3話  | 小日快回家吧         |                     | 井上美緒 | 福田道生   | 玉田博     | 小澤圓、北村友幸                    | kona     |
| 第3話  | 不會結束的祭典       |                     | 井上美緒 | 福田道生   | 玉田博     | 小澤圓、北村友幸                    | kona     |
| 第4話  |                      | King of POP         | 森脇真琴 | 稻垣隆行   | 安藤貴史   | 川島尚、小倉典子                    |          |
| 第4話  | chocolate panic      | chocolate panic     | 森脇真琴 | 稻垣隆行   | 安藤貴史   | 川島尚、小倉典子                    |          |
| 第5話  |                      | 春天的裙底風光      | 江夏由結 | 金井景子   | 渡邊健一郎 | 松浦仁美                            |          |
| 第5話  | I am Rain            | I am Rain           | 江夏由結 | 金井景子   | 渡邊健一郎 | 松浦仁美                            |          |
| 第5話  | 喧囂                 |                     | 江夏由結 | 金井景子   | 渡邊健一郎 | 松浦仁美                            |          |
| 第6話  |                      | 無家可歸            | 江夏由結 | 菱田正和   | 吉川浩司   | 杉山了藏                            |          |
| 第6話  | Secret Paradise      | 秘密天堂            | 江夏由結 | 菱田正和   | 吉川浩司   | 杉山了藏                            |          |
| 第7話  |                      | 前往澡堂……          | 井上美緒 | 島津裕行   | 松田清     | 鷲田敏彌 鳥山冬美                   | 加藤和惠 |
| 第7話  | 好多胸部             |                     | 井上美緒 | 島津裕行   | 松田清     | 鷲田敏彌 鳥山冬美                   | 加藤和惠 |
| 第8話  |                      | 夢中人              | 森脇真琴 | 渡邊健一郎 | 渡邊健一郎 | 柴田志朗 鶴田愛                     | 安田典生 |
| 第8話  | 自然在不經意間       |                     | 森脇真琴 | 渡邊健一郎 | 渡邊健一郎 | 柴田志朗 鶴田愛                     | 安田典生 |
| 第9話  | Koijanaino           | 才不是戀愛呢        | 江夏由結 | 福田道生   | 玉田博     | 杉山了藏 村長由紀 櫻井拓郎 鳥山冬美 |          |
| 第9話  | 唷，身體怎麼樣了     |                     | 江夏由結 | 福田道生   | 玉田博     | 杉山了藏 村長由紀 櫻井拓郎 鳥山冬美 |          |
| 第9話  | 下雪的夜晚           |                     | 江夏由結 | 福田道生   | 玉田博     | 杉山了藏 村長由紀 櫻井拓郎 鳥山冬美 |          |
| 第10話 |                      | 美妙巧克力          | 井上美緒 | 金井景子   | 布施康之   | 松浦仁美 安田周平                   |          |
| 第10話 | chocolate philosophy | 巧克力哲學          | 井上美緒 | 金井景子   | 布施康之   | 松浦仁美 安田周平                   |          |
| 第10話 | 糖果色的房間         |                     | 井上美緒 | 金井景子   | 布施康之   | 松浦仁美 安田周平                   |          |
| 第10話 | 抓住不眠之夜         |                     | 井上美緒 | 金井景子   | 布施康之   | 松浦仁美 安田周平                   |          |
| 第11話 |                      | 從小時候開始        | 筆安一幸 | 稻垣隆行   | 上原秀明   | 窪敏 櫻井木之實                     | 小林優   |
| 第11話 | 被揭發的生活         |                     | 筆安一幸 | 稻垣隆行   | 上原秀明   | 窪敏 櫻井木之實                     | 小林優   |
| 第11話 | 唇的那個             |                     | 筆安一幸 | 稻垣隆行   | 上原秀明   | 窪敏 櫻井木之實                     | 小林優   |
| 第12話 |                      | 隱者的書庫          | 筆安一幸 | 佐藤昌文   | 佐藤昌文   | 小川麻衣                            | 水安里   |
| 第12話 | 櫻花開了             |                     | 筆安一幸 | 佐藤昌文   | 佐藤昌文   | 小川麻衣                            | 水安里   |
| 第12話 | Welcoming morning    | Welcoming morning   | 筆安一幸 | 佐藤昌文   | 佐藤昌文   | 小川麻衣                            | 水安里   |

### 播放電視台

#### 日本国内
日本深夜動畫：下文記載的日本国内播放時間使用日本標準時間（UTC+9）表示。因為部分時間标识會採用30小时制，因此請留意这类超过24:00的时间，其實際播放時間為翌日清晨。
| 播放地區 | 播放電視台    | 播放日期                | 播放時間（UTC+9）         | 所屬聯播網 | 備註       |
| -------- | ------------- | ----------------------- | ------------------------- | ---------- | ---------- |
| 東京都   | TOKYO MX      | 2014年10月2日－12月18日 | 星期四 22時30分－23時00分 | 獨立UHF局  |            |
| 日本全國 | BS11          | 2014年10月4日－         | 星期六 23時00分－23時30分 | 衛星電視   | ANIME+節目 |
| 日本全國 | NICONICO直播  | 2014年10月5日－         | 星期日 24時00分－24時30分 | 網路電視   |            |
| 日本全國 | NICONICO動畫  | 2014年10月5日－         | 星期日 24時30分 更新      | 網路電視   |            |
| 日本全國 | d Anime Store | 2014年10月6日－         | 星期一 12時00分 更新      | 網路電視   |            |
| 日本全國 | AT-X          | 2014年10月8日－         | 星期三 21時00分－21時30分 | 衛星電視   | 有重播     |

#### 日本国外
中国大陆
2014年10月2日－12月18日，由bilibili独家代理网络播放，于北京時間星期四23時30分更新。

### 藍光／DVD
| 卷數 | 發售日         | 收錄話         | 規格編號   | 規格編號   | 規格編號 |
| 卷數 | 發售日         | 收錄話         | 藍光       | DVD        |          |
| ---- | -------------- | -------------- | ---------- | ---------- | -------- |
| 1    | 2014年12月24日 | 第1話－第2話   | PCXG-50441 | PCBG-52581 |          |
| 2    | 2015年1月30日  | 第3話－第4話   | PCXG-50442 | PCBG-52582 |          |
| 3    | 2015年2月27日  | 第5話－第6話   | PCXG-50443 | PCBG-52583 |          |
| 4    | 2015年3月18日  | 第7話－第8話   | PCXG-50444 | PCBG-52584 |          |
| 5    | 2015年4月15日  | 第9話－第10話  | PCXG-50445 | PCBG-52585 |          |
| 6    | 2015年5月20日  | 第11話－第12話 | PCXG-50446 | PCBG-52586 |          |

## 外部連結
- COMIC FLAPPER官方網站 （页面存档备份，存于）（日語）
- 電視動畫「電器街的漫畫店」官方網站 （页面存档备份，存于）（日語）
- 動畫「電器街的漫畫店」官方的X（前Twitter）（日語）